# Sigurd Nome
Sigurd Nome, född 1911 i Øyslebø, död 1979 i Oslo, var en norsk skulptör, bror till teologen John Nome.
Nome var elev till Wilhelm Rasmussen 1935–37. Han har bland annat utfört Rormannen för Oslo rådhus (1945), Gardisten i Husebyleiren i Oslo (1947), ett krigsminnesmärke i Mandal (1948) och statyn av Hans Nielsen Hauge i Oslo (1972). Av hans många statyetter, ofta i terrakotta, märks Lyrikeren (1949) och Sittende gutt (1962), båda i Nasjonalmuseet/Nasjonalgalleriet i Oslo.
En samling av Sigurd Nomes skulpturer är utställda på Høgtun Kultursenter i Marnardal kommun.